# Marco Mohrmann

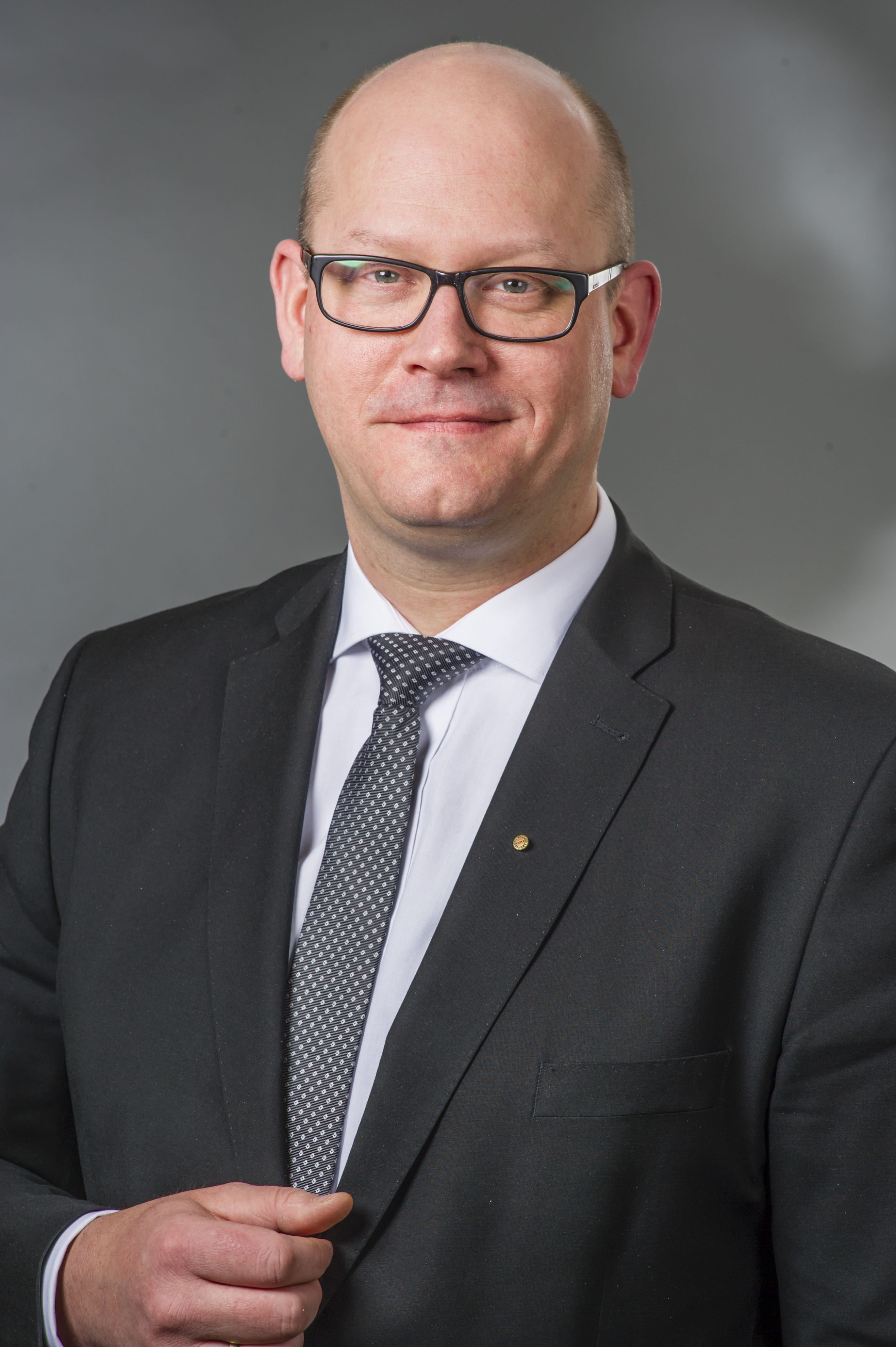
Marco Mohrmann (2018)

Marco Mohrmann (* 7. September 1973) ist ein deutscher Politiker der Christlich Demokratischen Union Deutschlands (CDU). Er ist seit November 2017 Mitglied des Niedersächsischen Landtages.

## Leben
Mohrmann studierte nach dem Grundwehrdienst und einer landwirtschaftlichen Lehre Agrarwissenschaften an der Universität Kiel und in Wageningen (Niederlande). Im Jahr 2005 wurde er zum Doktor der Agrarwissenschaften am Lehrstuhl für Haustiergenetik promoviert. Seit 2004 war Mohrmann tätig bei HANSA Landhandel in Heeslingen bis zu seiner Wahl in den Niedersächsischen Landtag. Am 15. Oktober 2017 zog er mit 50,5 % der Erststimmen als Abgeordneter in den Landtag Niedersachsen für die CDU als Direktkandidat im Landtagswahlkreis Bremervörde ein. Bei der Landtagswahl in Niedersachsen 2022 konnte er das Direktmandat verteidigen. Er ist agrarpolitischer Sprecher der CDU-Fraktion.
Beim 59. CDU-Landesparteitag in Braunschweig wurde Marco Mohrmann mit 95,3 Prozent der Stimmen zum neuen Generalsekretär der niedersächsischen CDU gewählt. Seit dem 18. Januar 2024 ist er außerdem Koordinator der agrarpolitischen Sprecher der CDU/CSU-Landtagsfraktionen in Deutschland und der CDU/CSU-Bundestagsfraktion.
Mohrmann betreibt Forstwirtschaft im Nebenerwerb. Seit 2012 ist er Aufsichtsratsmitglied der Zevener Volksbank e.G., heute Volksbank im Elbe-Weser-Dreieck.

## Privates
Mohrmann ist verheiratet und hat drei Kinder. Er lebt in Rhadereistedt im Landkreis Rotenburg/Wümme. Er ist evangelisch-lutherischer Konfession.